# Yannic Kiehl
Yannic Kiehl (Düsseldorf, 1º marzo 1993) è un giocatore di football americano tedesco, che gioca come offensive tackle per i Frankfurt Galaxy.
Dopo aver giocato per le giovanili dei Ratingen Raiders e dei TFG Typhoons si trasferisce nel 2013 ai Düsseldorf Panther nel 2020 ai Frankfurt Universe e dal 2022 ai Frankfurt Galaxy.

## Palmarès
- 1 ELF Championship (Frankfurt Galaxy, 2021)